# Dactylolabis (Dactylolabis) grunini
Dactylolabis (Dactylolabis) grunini is een tweevleugelige uit de familie steltmuggen (Limoniidae). De soort komt voor in het Palearctisch gebied.